# Jordan Ayew
Pour les articles homonymes, voir Ayew.
Jordan Ayew, né le 11 septembre 1991 à Marseille en France, est un footballeur international ghanéen qui évolue au poste d'ailier droit à Leicester City. Il possède également la nationalité française.
Il est le frère cadet d'André Ayew et le fils d'Abedi Pelé.
Il participe à la Coupe d'Afrique des nations en 2012, 2015, 2017, 2019 et 2022 ainsi qu'à la Coupe du monde en 2014 et 2022.

## Biographie

### Olympique de Marseille (2006-2014)

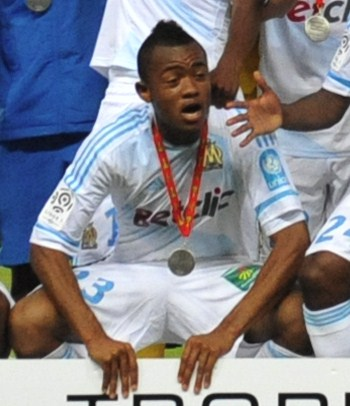
Jordan Ayew lors de la victoire au Trophée des champions 2011.

Fils d'Abedi Pelé, Jordan Ayew décide de marcher sur les traces de son père et de son frère aîné André Ayew en intégrant le centre de formation de l'Olympique de Marseille. En avril 2006, il fait partie de la sélection de la Ligue Méditerranée qui dispute la Coupe nationale des 14 ans à Clairefontaine. Le 16 décembre 2009, il joue son premier match professionnel face au FC Lorient durant lequel il entre en jeu à la 63e minute à la place de Fernando Morientes. Il marque son premier but en équipe première lors du même match. Ayew déclare au terme de sa première prestation avec l'équipe professionnelle : « C'est une journée très spéciale pour moi et ma famille, mon frère, pour les gens au Ghana, pour le centre de formation aussi. [...] Je suis très content ». Il sera ainsi automatiquement champion de France avec l'OM en 2009-2010 malgré son faible temps de jeu (50 minutes sur l'ensemble de la saison).
Au début de la saison 2010-2011, Jordan Ayew obtient beaucoup plus de temps de jeu et se révèle encore plus au grand public. Le 30 janvier 2011, il est titularisé pour la première fois en championnat lors de la rencontre face à l'AS Monaco (0-0), durant laquelle il est remplacé par Charles Kaboré à l'heure de jeu. Le 27 avril 2011, il confirme les espoirs placés en lui lors de la 32e journée de Ligue 1 contre l'OGC Nice (4-2). En effet, entré à l'heure de jeu sur le terrain alors que le score est de 1-1, il offre une passe décisive à son frère aîné André, qui marque d'ailleurs un triplé durant ce match, et inscrit un but d'une superbe frappe enroulée du pied droit. Il remporte la Coupe de la Ligue en entrant en jeu en tout de fin de match lors de la finale contre le Montpellier HSC.
Lors de la saison 2011-2012, il prend une place importante au sein de l'effectif marseillais et totalise quarante-cinq rencontres pour sept buts toutes compétitions confondues. Présent sur la feuille de match de la finale de la Coupe de la Ligue remporté contre l'Olympique lyonnais, il n'entre pas en jeu.
Le 23 août 2012 en Ligue Europa contre le Sheriff Tiraspol, lors du match aller en Moldavie, alors que le score est vierge, il inscrit ses deux premiers buts en Coupe d'Europe, offre la victoire à l'Olympique de Marseille et lui permet d'accéder aux phases de poules après un score nul lors du match retour. Il prend part à quarante-sept rencontres et marque dix buts toutes compétitions confondues.
Lors de la période estivale de transferts en 2012, et n'entrent pas dans les plans du nouvel entraîneur, il est un temps question du prêt ou du transfert de Jordan Ayew vers un club anglais (Reading, Stoke City) ou français (OGC Nice). Toutefois, une fois la date limite des transferts dépassée, Jordan Ayew reste à l'Olympique de Marseille.
Le 6 janvier 2014, Jordan Ayew est officiellement prêté par l'Olympique de Marseille au FC Sochaux jusqu'à la fin de la saison. Il joue son premier match sous le maillot franc-comtois le 11 janvier suivant face à Lyon et marque son premier but le 1er mars face à Bordeaux. Malgré de bonnes performances, il n'empêche pas la relégation de son équipe qui termine à la 18e place du classement.

### Le FC Lorient puis l'Angleterre (2014-2019)
Le 28 juillet 2014, il quitte définitivement l'Olympique de Marseille et s'engage avec le FC Lorient pour quatre saisons. Initialement, il doit porter le no 11, mais à la suite du départ de Vincent Aboubakar au FC Porto, il récupère le no 9 qu'il portait la saison précédente. Il joue son premier match avec les Merlus le 16 août 2014 face à l'OGC Nice puis marque son premier but le 30 août suivant au stade du Moustoir contre l'EA Guingamp. Face à l'Olympique de Marseille, son club formateur où évolue encore son frère André, il marque au match aller lors d'un match nul un partout avant de marquer un doublé lors du match retour pour son retour au stade Vélodrome lors d'une victoire importante trois buts à cinq. Ce succès permet d'assurer plus sereinement le maintien de son équipe en Ligue 1. Fin juillet 2015, le club anglais d'Aston Villa souhaite recruter Jordan Ayew mais le FC Lorient repousse l'offre des Villans. Ayew, souhaitant rejoindre le club évoluant en Premier League, part au clash et refuse de s’entraîner afin de forcer son club à le vendre.
Le 27 juillet 2015, Ayew s'engage finalement avec Aston Villa pour cinq saisons. Le 8 août suivant, il prend part à sa première rencontre avec Villa en étant titularisé lors de la première journée de Premier League à Bournemouth et une victoire un à zéro. Il marque son premier but en Angleterre fin octobre face à Swansea City, club de son frère André Ayew lors d'une défaite deux buts à un. Titulaire lors de la première partie de saison, il joue de moins en moins en cours de saison et son équipe est reléguée en seconde division en terminant à la dernière place du championnat.

### Swansea AFC (2017-2019)
Le 31 janvier 2017, il s'engage pour trois ans et demi avec Swansea City. Le 21 mai suivant, il inscrit son premier but sous le maillot des Swans lors de la dernière journée de Premier League face à West Bromwich Albion (victoire 2-1).

### Prêt puis transfert à Crystal Palace (2018-2024)
Le 9 août 2018, il est prêté pour une saison à Crystal Palace. Il inscrit deux buts en vingt-cinq matchs toutes compétitions confondues.
Le 25 juillet 2019, Ayew est définitivement transféré à Crystal Palace où il signe un contrat de trois saisons. Il quitte donc Swansea City, avec qui il inscrit douze buts en cinquante-huit matchs toutes compétitions confondues.
Il est annoncé qu'il quitte le club après six ans.

### Leicester City (depuis 2024)
Il rejoint le club de Leicester City où il a signé un contrat de deux ans,.

### En sélection nationale
Jordan Ayew commence sa carrière internationale directement en équipe première du Ghana le 5 septembre 2010 contre le Swaziland (3-0) pour les qualifications de la CAN 2012. Il remplace son frère André en seconde période. Le 23 octobre 2010, il participe à son premier match avec l'équipe du Ghana des moins de 20 ans contre le Bénin (4-1), il marque également un but lors de cette rencontre du deuxième tour qualificatif de la Coupe d'Afrique des nations junior 2011. Il est convoqué pour la Coupe d'Afrique des nations 2012 où le Ghana termine premier de son groupe avec deux victoires et un nul avant de battre la Tunisie en quart puis s'incliner contre la Zambie en demi-finale. La sélection termine quatrième de la compétition après s'être incliné contre le Mali.
Le 1er juin 2012, Ayew inscrit ses deux premiers buts en sélection lors du match comptant pour les éliminatoires de la Coupe du monde 2014 face au Lesotho (7-0). Le 10 juin 2014, il inscrit son premier triplé en sélection lors d'un match amical contre la Corée du Sud. Le 14 juin 2015, il s'offre un nouveau doublé en sélection contre l'île Maurice (7-1). Jordan Ayew figure sur la liste des 23 joueurs sélectionnées pour participer à la Coupe du monde 2014. Le Ghana effectue un parcours décevant en étant éliminé dès les phases de groupe. Ayew est un joueur clef des Black Stars lors de la Coupe d'Afrique des nations 2015. Le Ghana atteint la finale mais s'incline aux tirs au but contre la Côte d'Ivoire. Il participe avec le Ghana à la Coupe d'Afrique des nations 2017 et à la Coupe d'Afrique des nations 2019 organisée en Égypte.
Deux ans plus tard, il est de nouveau convoqué pour participer à la Coupe d'Afrique des nations 2021. Le 14 novembre 2022, il est sélectionné par Otto Addo pour participer à la Coupe du monde 2022. Le 31 décembre 2023, il est retenu dans la liste des vingt-sept joueurs ghanéens sélectionnés par Chris Hughton pour disputer la Coupe d'Afrique des nations 2023.

## Statistiques

### Statistiques détaillées
| Saison                | Club                          | Championnat           | Championnat | Championnat | Championnat | Coupe nationale | Coupe nationale | Coupe nationale | Coupe de la Ligue | Coupe de la Ligue | Coupe de la Ligue | Supercoupe | Supercoupe | Supercoupe | Compétition(s) continentale(s) | Compétition(s) continentale(s) | Compétition(s) continentale(s) | Compétition(s) continentale(s) | Total | Total | Total |
| Saison                | Club                          | Division              | M.          | B.          | P.d.        | M.              | B.              | P.d.            | M.                | B.                | P.d.              | M.         | B.         | P.d.       | Comp.                          | M.                             | B.                             | P.d.                           | M.    | B.    | P.d.  |
| 2009-2010             | Olympique de Marseille        | Ligue 1               | 4           | 1           | 0           | -               | -               | -               | -                 | -                 | -                 | -          | -          | -          | C1+C3                          | -                              | -                              | -                              | 4     | 1     | 0     |
| 2010-2011             | Olympique de Marseille        | Ligue 1               | 22          | 2           | 3           | 1               | 0               | 0               | 3                 | 0                 | 1                 | -          | -          | -          | C1                             | 3                              | 0                              | 0                              | 29    | 2     | 4     |
| 2011-2012             | Olympique de Marseille        | Ligue 1               | 34          | 3           | 3           | 3               | 3               | 0               | 1                 | 1                 | 1                 | 1          | 0          | 0          | C1                             | 6                              | 0                              | 0                              | 45    | 7     | 4     |
| 2012-2013             | Olympique de Marseille        | Ligue 1               | 35          | 7           | 0           | 2               | 0               | 0               | 1                 | 0                 | 0                 | -          | -          | -          | C3                             | 9                              | 3                              | 1                              | 47    | 10    | 1     |
| 2013-2014             | Olympique de Marseille        | Ligue 1               | 16          | 1           | 0           | -               | -               | -               | 1                 | 0                 | 0                 | -          | -          | -          | C1                             | 5                              | 1                              | 1                              | 22    | 2     | 1     |
| Sous-total            | Sous-total                    | Sous-total            | 111         | 14          | 6           | 6               | 3               | 0               | 6                 | 1                 | 2                 | 1          | 0          | 0          | -                              | 23                             | 4                              | 2                              | 147   | 22    | 10    |
| 2013-2014             | FC Sochaux-Montbéliard (prêt) | Ligue 1               | 17          | 5           | 1           | 1               | 0               | 0               | -                 | -                 | -                 | -          | -          | -          | -                              | -                              | -                              | -                              | 18    | 5     | 1     |
| 2014-2015             | FC Lorient                    | Ligue 1               | 31          | 12          | 6           | -               | -               | -               | 2                 | 1                 | 0                 | -          | -          | -          | -                              | -                              | -                              | -                              | 33    | 13    | 6     |
| 2015-2016             | Aston Villa                   | Premier League        | 30          | 7           | 0           | 3               | 0               | 0               | 3                 | 0                 | 0                 | -          | -          | -          | -                              | -                              | -                              | -                              | 36    | 7     | 0     |
| 2016-2017             | Aston Villa                   | Championship          | 21          | 2           | 4           | -               | -               | -               | 1                 | 1                 | 0                 | -          | -          | -          | -                              | -                              | -                              | -                              | 22    | 3     | 4     |
| Sous-total            | Sous-total                    | Sous-total            | 51          | 9           | 4           | 3               | 0               | 0               | 4                 | 1                 | 0                 | -          | -          | -          | -                              | -                              | -                              | -                              | 58    | 10    | 4     |
| 2016-2017             | Swansea City                  | Premier League        | 14          | 1           | 3           | -               | -               | -               | -                 | -                 | -                 | -          | -          | -          | -                              | -                              | -                              | -                              | 14    | 1     | 3     |
| 2017-2018             | Swansea City                  | Premier League        | 36          | 7           | 2           | 5               | 2               | 0               | 3                 | 2                 | 1                 | -          | -          | -          | -                              | -                              | -                              | -                              | 44    | 11    | 3     |
| Sous-total            | Sous-total                    | Sous-total            | 50          | 8           | 5           | 5               | 2               | 0               | 3                 | 2                 | 1                 | -          | -          | -          | -                              | -                              | -                              | -                              | 58    | 12    | 6     |
| 2018-2019             | Crystal Palace (prêt)         | Premier League        | 20          | 1           | 2           | 3               | 1               | 0               | 2                 | 0                 | 0                 | -          | -          | -          | -                              | -                              | -                              | -                              | 25    | 2     | 2     |
| 2019-2020             | Crystal Palace                | Premier League        | 37          | 9           | 2           | 1               | 0               | 0               | 1                 | 0                 | 0                 | -          | -          | -          | -                              | -                              | -                              | -                              | 39    | 9     | 2     |
| 2020-2021             | Crystal Palace                | Premier League        | 33          | 1           | 3           | 1               | 0               | 0               | 1                 | 0                 | 0                 | -          | -          | -          | -                              | -                              | -                              | -                              | 35    | 1     | 3     |
| 2021-2022             | Crystal Palace                | Premier League        | 31          | 3           | 3           | 2               | 0               | 0               | 1                 | 0                 | 0                 | -          | -          | -          | -                              | -                              | -                              | -                              | 34    | 3     | 3     |
| 2022-2023             | Crystal Palace                | Premier League        | 38          | 4           | 3           | 1               | 0               | 0               | 2                 | 0                 | 0                 | -          | -          | -          | -                              | -                              | -                              | -                              | 41    | 4     | 3     |
| 2023-2024             | Crystal Palace                | Premier League        | 35          | 4           | 7           | -               | -               | -               | 2                 | 0                 | 1                 | -          | -          | -          | -                              | -                              | -                              | -                              | 37    | 4     | 8     |
| 2024-2025             | Crystal Palace                | Premier League        | 1           | 0           | 0           | -               | -               | -               | -                 | -                 | -                 | -          | -          | -          | -                              | -                              | -                              | -                              | 1     | 0     | 0     |
| Sous-total            | Sous-total                    | Sous-total            | 195         | 22          | 20          | 8               | 1               | 0               | 9                 | 0                 | 1                 | -          | -          | -          | -                              | -                              | -                              | -                              | 212   | 23    | 21    |
| 2024-2025             | Leicester City                | Premier League        | 30          | 5           | 0           | 2               | 0               | 0               | 3                 | 1                 | 1                 | -          | -          | -          | -                              | -                              | -                              | -                              | 35    | 6     | 1     |
| Total sur la carrière | Total sur la carrière         | Total sur la carrière | 485         | 75          | 42          | 25              | 6               | 0               | 27                | 6                 | 5                 | 1          | 0          | 0          | -                              | 23                             | 4                              | 2                              | 561   | 91    | 49    |

### En sélection nationale
| Saison                | Sélection             | Phases finales        | Phases finales | Phases finales | Phases finales | Éliminatoires | Éliminatoires | Éliminatoires | Matchs amicaux | Matchs amicaux | Matchs amicaux | Coupe Kirin 2022 | Coupe Kirin 2022 | Coupe Kirin 2022 | Total | Total | Total |
| Saison                | Sélection             | Compétition           | M              | B              | Pd             | M             | B             | Pd            | M              | B              | Pd             | M                | B                | Pd               | M     | B     | Pd    |
| --------------------- | --------------------- | --------------------- | -------------- | -------------- | -------------- | ------------- | ------------- | ------------- | -------------- | -------------- | -------------- | ---------------- | ---------------- | ---------------- | ----- | ----- | ----- |
| 2010-2011             | Ghana                 | -                     | -              | -              | -              | 2             | 0             | 0             | -              | -              | -              | -                | -                | -                | 2     | 0     | 0     |
| 2011-2012             | Ghana                 | CAN 2012              | 4              | 0              | 0              | 2             | 2             | 0             | 1              | 0              | 0              | -                | -                | -                | 7     | 2     | 0     |
| 2012-2013             | Ghana                 | -                     | -              | -              | -              | 1             | 0             | 0             | -              | -              | -              | -                | -                | -                | 1     | 0     | 0     |
| 2013-2014             | Ghana                 | Coupe du monde 2014   | 3              | 0              | 0              | -             | -             | -             | 3              | 3              | 0              | -                | -                | -                | 6     | 3     | 0     |
| 2014-2015             | Ghana                 | CAN 2015              | 5              | 1              | 0              | 6             | 2             | 3             | 3              | 0              | 0              | -                | -                | -                | 14    | 3     | 3     |
| 2015-2016             | Ghana                 | -                     | -              | -              | -              | 6             | 2             | 0             | 2              | 1              | 1              | -                | -                | -                | 8     | 3     | 1     |
| 2016-2017             | Ghana                 | CAN 2017              | 6              | 1              | 1              | 4             | 0             | 0             | 1              | 0              | 0              | -                | -                | -                | 11    | 1     | 1     |
| 2017-2018             | Ghana                 | -                     | -              | -              | -              | 1             | 0             | 0             | -              | -              | -              | -                | -                | -                | 1     | 0     | 0     |
| 2018-2019             | Ghana                 | CAN 2019              | 4              | 2              | 0              | 2             | 2             | 0             | 3              | 0              | 0              | -                | -                | -                | 9     | 4     | 0     |
| 2019-2020             | Ghana                 | -                     | -              | -              | -              | 2             | 1             | 1             | -              | -              | -              | -                | -                | -                | 2     | 1     | 1     |
| 2020-2021             | Ghana                 | -                     | -              | -              | -              | 3             | 1             | 0             | 4              | 0              | 1              | -                | -                | -                | 7     | 1     | 1     |
| 2021-2022             | Ghana                 | CAN 2021              | 3              | 0              | 0              | 8             | 0             | 1             | -              | -              | -              | 2                | 1                | 0                | 13    | 1     | 1     |
| 2022-2023             | Ghana                 | Coupe du monde 2022   | 3              | 0              | 1              | 3             | 0             | 0             | 3              | 0              | 0              | -                | -                | -                | 9     | 0     | 1     |
| 2023-2024             | Ghana                 | CAN 2023              | 3              | 2              | 1              | 5             | 4             | 0             | 6              | 3              | 1              | -                | -                | -                | 14    | 9     | 2     |
| 2024-2025             | Ghana                 | -                     | -              | -              | -              | 7             | 2             | 4             | 2              | 1              | 2              | -                | -                | -                | 9     | 3     | 6     |
| Total sur la carrière | Total sur la carrière | Total sur la carrière | 31             | 6              | 3              | 52            | 16            | 9             | 28             | 8              | 5              | 2                | 1                | 0                | 113   | 31    | 17    |

### Liste des matchs internationaux
| Matchs internationaux de Jordan Ayew | Matchs internationaux de Jordan Ayew | Matchs internationaux de Jordan Ayew                                         | Matchs internationaux de Jordan Ayew | Matchs internationaux de Jordan Ayew | Matchs internationaux de Jordan Ayew    | Matchs internationaux de Jordan Ayew                                    |
|                                      | Date                                 | Lieu                                                                         | Adversaire                           | Résultats                            | Compétitions                            | Notes                                                                   |
| ------------------------------------ | ------------------------------------ | ---------------------------------------------------------------------------- | ------------------------------------ | ------------------------------------ | --------------------------------------- | ----------------------------------------------------------------------- |
| 1.                                   | 5 septembre 2010                     | Somhlolo National Stadium, Lobamba, Eswatini                                 | Eswatini                             | 0 - 3                                | Éliminatoires de la CAN 2012            | Rentre en jeu à la 79e minute à la place de André Ayew.                 |
| 2.                                   | 10 octobre 2010                      | Baba Yara Stadium, Kumasi, Ghana                                             | Soudan                               | 0 - 0                                | Éliminatoires de la CAN 2012            | Titulaire et remplacé par Prince Tagoe à la 55e minute de jeu.          |
| 3.                                   | 5 septembre 2011                     | Craven Cottage, Londres, Angleterre                                          | Brésil                               | 1 - 0                                | Match amical                            | Titulaire et remplacé par Dominic Adiyiah à la 70e minute de jeu.       |
| 4.                                   | 24 janvier 2012                      | Stade de Franceville, Franceville, Gabon                                     | Botswana                             | 1 - 0                                | CAN 2012                                | Titulaire et remplacé par Masahudu Alhassan à la 60e minute de jeu.     |
| 5.                                   | 5 février 2012                       | Stade de Franceville, Franceville, Gabon                                     | Tunisie                              | 2 - 1                                | CAN 2012                                | Rentre en jeu à la 64e minute à la place de Sulley Muntari.             |
| 6.                                   | 8 février 2012                       | Stade Nkoantoma, Bata, Guinée équatoriale                                    | Zambie                               | 1 - 0                                | CAN 2012                                | Titulaire.                                                              |
| 7.                                   | 11 février 2012                      | Nuevo Estadio de Malabo, Malabo, Guinée équatoriale                          | Mali                                 | 0 - 2                                | CAN 2012                                | Titulaire.                                                              |
| 8.                                   | 1er juin 2012                        | Baba Yara Stadium, Kumasi, Ghana                                             | Lesotho                              | 7 - 0                                | Éliminatoires de la Coupe du monde 2014 | Titulaire.                                                              |
| 9.                                   | 9 juin 2012                          | Stade Levy Mwanawasa, Ndola, Zambie                                          | Zambie                               | 1 - 0                                | Éliminatoires de la Coupe du monde 2014 | Titulaire.                                                              |
| 10.                                  | 8 septembre 2012                     | Tamale Stadium, Tamale, Ghana                                                | Malawi                               | 2 - 0                                | Éliminatoires de la CAN 2013            | Titulaire.                                                              |
| 11.                                  | 5 mars 2014                          | Stade Pod Goricom, Podgorica, Monténégro                                     | Monténégro                           | 1 - 0                                | Match amical                            | Titulaire et remplacé par Kevin-Prince Boateng à la 58e minute de jeu.  |
| 12.                                  | 31 mai 2014                          | Stade Feijenoord, Rotterdam, Pays-Bas                                        | Pays-Bas                             | 1 - 0                                | Match amical                            | Titulaire et remplacé par Abdul Majeed Waris à la 56e minute de jeu.    |
| 13.                                  | 10 juin 2014                         | Hard Rock Stadium, Miami, États-Unis                                         | Corée du Sud                         | 4 - 0                                | Match amical                            | Rentre en jeu à la 6e minute à la place de Abdul Majeed Waris.          |
| 14.                                  | 17 juin 2014                         | Arena das Dunas, Natal, Brésil                                               | États-Unis                           | 1 - 2                                | Coupe du monde 2014                     | Titulaire et remplacé par Kevin-Prince Boateng à la 59e minute de jeu.  |
| 15.                                  | 21 juin 2014                         | Stade Governador-Plácido-Castelo, Fortaleza, Brésil                          | Allemagne                            | 2 - 2                                | Coupe du monde 2014                     | Rentre en jeu à la 52e minute à la place de Kevin-Prince Boateng.       |
| 16.                                  | 26 juin 2014                         | Stade national de Brasilia Mané Garrincha, Brasilia, Brésil                  | Portugal                             | 2 - 1                                | Coupe du monde 2014                     | Rentre en jeu à la 71e minute à la place de Abdul Majeed Waris.         |
| 17.                                  | 6 septembre 2014                     | Baba Yara Stadium, Kumasi, Ghana                                             | Ouganda                              | 1 - 1                                | Éliminatoires de la CAN 2015            | Rentre en jeu à la 72e minute à la place de Abdul Majeed Waris.         |
| 18.                                  | 10 septembre 2014                    | Stade de Kégué, Lomé, Togo                                                   | Togo                                 | 2 - 3                                | Éliminatoires de la CAN 2015            | Titulaire.                                                              |
| 19.                                  | 11 octobre 2014                      | Stade Mohammed-V, Casablanca, Maroc                                          | Guinée                               | 1 - 1                                | Éliminatoires de la CAN 2015            | Titulaire et remplacé par Abdul Majeed Waris à la 78e minute de jeu.    |
| 20.                                  | 15 octobre 2014                      | Accra Sports Stadium, Accra, Ghana                                           | Guinée                               | 3 - 1                                | Éliminatoires de la CAN 2015            | Titulaire et remplacé par Edwin Gyimah à la 64e minute de jeu.          |
| 21.                                  | 19 novembre 2014                     | Baba Yara Stadium, Kumasi, Ghana                                             | Togo                                 | 3 - 1                                | Éliminatoires de la CAN 2015            | Titulaire.                                                              |
| 22.                                  | 19 janvier 2015                      | Estadio de Mongomo, Mongomo, Guinée équatoriale                              | Sénégal                              | 1 - 2                                | CAN 2015                                | Titulaire.                                                              |
| 23.                                  | 23 janvier 2015                      | Estadio de Mongomo, Mongomo, Guinée équatoriale                              | Algérie                              | 1 - 0                                | CAN 2015                                | Titulaire et remplacé par Mahatma Otoo à la 78e minute de jeu.          |
| 24.                                  | 27 janvier 2015                      | Estadio de Mongomo, Mongomo, Guinée équatoriale                              | Afrique du Sud                       | 1 - 2                                | CAN 2015                                | Titulaire et remplacé par Kwesi Appiah à la 70e minute de jeu.          |
| 25.                                  | 5 février 2015                       | Nuevo Estadio de Malabo, Malabo, Guinée équatoriale                          | Guinée équatoriale                   | 3 - 0                                | CAN 2015                                | Titulaire.                                                              |
| 26.                                  | 8 février 2015                       | Stade Nkoantoma, Bata, Guinée équatoriale                                    | Côte d'Ivoire                        | 0 - 0 (9-8)                          | CAN 2015                                | Rentre en jeu à la 99e minute à la place de Kwesi Appiah.               |
| 27.                                  | 28 mars 2015                         | Stade Océane, Le Havre, France                                               | Sénégal                              | 1 - 2                                | Match amical                            | Titulaire.                                                              |
| 28.                                  | 31 mars 2015                         | Stade Charléty, Paris, France                                                | Mali                                 | 1 - 1                                | Match amical                            | Rentre en jeu à la 81e minute à la place de Richmond Boakye.            |
| 29.                                  | 8 juin 2015                          | Accra Sports Stadium, Accra, Ghana                                           | Togo                                 | 1 - 0                                | Match amical                            | Rentre en jeu à la 46e minute à la place de Abdul Majeed Waris.         |
| 30.                                  | 14 juin 2015                         | Accra Sports Stadium, Accra, Ghana                                           | Maurice                              | 7 - 1                                | Éliminatoires de la CAN 2017            | Titulaire.                                                              |
| 31.                                  | 1er septembre 2015                   | Complexe sportif de la Concorde de Kintélé, Brazzaville, République du Congo | Congo                                | 2 - 3                                | Match amical                            | Rentre en jeu à la 46e minute à la place de Daniel Nii Adjei.           |
| 32.                                  | 5 septembre 2015                     | Stade Amahoro, Kigali, Rwanda                                                | Rwanda                               | 0 - 1                                | Éliminatoires de la CAN 2017            | Titulaire.                                                              |
| 33.                                  | 14 octobre 2015                      | Robert F. Kennedy Memorial Stadium, Washington, États-Unis                   | Canada                               | 1 - 1                                | Match amical                            | Titulaire et remplacé par Kwadwo Poku à la 82e minute de jeu.           |
| 34.                                  | 13 novembre 2015                     | Stade international Saïd Mohamed Cheikh, Mitsamiouli, Comores                | Comores                              | 0 - 0                                | Éliminatoires de la Coupe du monde 2018 | Titulaire.                                                              |
| 35.                                  | 17 novembre 2015                     | Baba Yara Stadium, Kumasi, Ghana                                             | Comores                              | 2 - 0                                | Éliminatoires de la Coupe du monde 2018 | Titulaire.                                                              |
| 36.                                  | 24 mars 2016                         | Accra Sports Stadium, Accra, Ghana                                           | Mozambique                           | 3 - 1                                | Éliminatoires de la CAN 2017            | Titulaire.                                                              |
| 37.                                  | 27 mars 2016                         | Stade national de Maputo, Maputo, Mozambique                                 | Mozambique                           | 0 - 0                                | Éliminatoires de la CAN 2017            | Titulaire.                                                              |
| 38.                                  | 5 juin 2016                          | Stade Anjalay, Mapou, Maurice                                                | Maurice                              | 0 - 2                                | Éliminatoires de la CAN 2017            | Titulaire.                                                              |
| 39.                                  | 3 septembre 2016                     | Accra Sports Stadium, Accra, Ghana                                           | Rwanda                               | 1 - 1                                | Éliminatoires de la CAN 2017            | Rentre en jeu à la 86e minute à la place de Thomas Partey.              |
| 40.                                  | 6 septembre 2016                     | RZD Arena, Moscou, Russie                                                    | Russie                               | 1 - 0                                | Match amical                            | Titulaire.                                                              |
| 41.                                  | 7 octobre 2016                       | Tamale Stadium, Tamale, Ghana                                                | Ouganda                              | 0 - 0                                | Éliminatoires de la Coupe du monde 2018 | Titulaire.                                                              |
| 42.                                  | 13 novembre 2016                     | Stade Borg Al Arab, Borg El Arab, Égypte                                     | Égypte                               | 2 - 0                                | Éliminatoires de la Coupe du monde 2018 | Titulaire.                                                              |
| 43.                                  | 17 janvier 2017                      | Stade de Port-Gentil, Port-Gentil, Gabon                                     | Ouganda                              | 1 - 0                                | CAN 2017                                | Titulaire et remplacé par Afriyie Acquah à la 85e minute de jeu.        |
| 44.                                  | 21 janvier 2017                      | Stade de Port-Gentil, Port-Gentil, Gabon                                     | Mali                                 | 1 - 0                                | CAN 2017                                | Titulaire et remplacé par Afriyie Acquah à la 90e minute de jeu.        |
| 45.                                  | 25 janvier 2017                      | Stade de Port-Gentil, Port-Gentil, Gabon                                     | Égypte                               | 1 - 0                                | CAN 2017                                | Rentre en jeu à la 41e minute à la place de Asamoah Gyan.               |
| 46.                                  | 29 janvier 2017                      | Stade d'Oyem, Oyem, Gabon                                                    | RD Congo                             | 1 - 2                                | CAN 2017                                | Titulaire.                                                              |
| 47.                                  | 2 février 2017                       | Stade de Franceville, Franceville, Gabon                                     | Cameroun                             | 2 - 0                                | CAN 2017                                | Titulaire.                                                              |
| 48.                                  | 4 février 2017                       | Stade de Port-Gentil, Port-Gentil, Gabon                                     | Burkina Faso                         | 1 - 0                                | CAN 2017                                | Titulaire et remplacé par Christian Atsu à la 75e minute de jeu.        |
| 49.                                  | 11 juin 2017                         | Baba Yara Stadium, Kumasi, Ghana                                             | Éthiopie                             | 5 - 0                                | Éliminatoires de la CAN 2019            | Rentre en jeu à la 78e minute à la place de André Ayew.                 |
| 50.                                  | 1er septembre 2017                   | Baba Yara Stadium, Kumasi, Ghana                                             | Congo                                | 1 - 1                                | Éliminatoires de la Coupe du monde 2018 | Titulaire.                                                              |
| 51.                                  | 18 novembre 2018                     | Stade d'Addis-Abeba, Addis-Abeba, Éthiopie                                   | Éthiopie                             | 0 - 2                                | Éliminatoires de la CAN 2019            | Titulaire et remplacé par Jonathan Mensah à la 88e minute de jeu.       |
| 52.                                  | 23 mars 2019                         | Accra Sports Stadium, Accra, Ghana                                           | Kenya                                | 1 - 0                                | Éliminatoires de la CAN 2019            | Titulaire et remplacé par Ernest Asante à la 76e minute de jeu.         |
| 53.                                  | 26 mars 2019                         | Accra Sports Stadium, Accra, Ghana                                           | Mauritanie                           | 3 - 1                                | Match amical                            | Rentre en jeu à la 58e minute à la place de Jeff Schlupp.               |
| 54.                                  | 9 juin 2019                          | Police Officers Club Stadium, Dubaï, Émirats arabes unis                     | Namibie                              | 1 - 0                                | Match amical                            | Titulaire et remplacé par Caleb Ekuban à la 46e minute de jeu.          |
| 55.                                  | 15 juin 2019                         | Police Officers Club Stadium, Dubaï, Émirats arabes unis                     | Afrique du Sud                       | 0 - 0                                | Match amical                            | Titulaire et remplacé par Asamoah Gyan à la 72e minute de jeu.          |
| 56.                                  | 25 juin 2019                         | Stade d'Ismaïlia, Ismaïlia, Égypte                                           | Bénin                                | 2 - 2                                | CAN 2019                                | Titulaire.                                                              |
| 57.                                  | 29 juin 2019                         | Stade d'Ismaïlia, Ismaïlia, Égypte                                           | Cameroun                             | 0 - 0                                | CAN 2019                                | Titulaire.                                                              |
| 58.                                  | 2 juillet 2019                       | Stade de Suez, Suez, Égypte                                                  | Guinée-Bissau                        | 0 - 2                                | CAN 2019                                | Titulaire.                                                              |
| 59.                                  | 8 juillet 2019                       | Stade d'Ismaïlia, Ismaïlia, Égypte                                           | Tunisie                              | 1 - 1 (4-5)                          | CAN 2019                                | Titulaire.                                                              |
| 60.                                  | 14 novembre 2019                     | Cape Coast Sports Stadium, Cape Coast, Ghana                                 | Afrique du Sud                       | 2 - 0                                | Éliminatoires de la CAN 2021            | Titulaire.                                                              |
| 61.                                  | 18 novembre 2019                     | Estádio Nacional 12 de Julho, São Tomé, Sao Tomé-et-Principe                 | Sao Tomé-et-Principe                 | 0 - 1                                | Éliminatoires de la CAN 2021            | Titulaire.                                                              |
| 62.                                  | 9 octobre 2020                       | Emirhan Sport Center, Manavgat, Turquie                                      | Mali                                 | 0 - 3                                | Match amical                            | Titulaire.                                                              |
| 63.                                  | 12 octobre 2020                      | Complexe sportif Mardan, Aksu, Turquie                                       | Qatar                                | 5 - 1                                | Match amical                            | Titulaire et remplacé par Caleb Ekuban à la 84e minute de jeu.          |
| 64.                                  | 12 novembre 2020                     | Cape Coast Sports Stadium, Cape Coast, Ghana                                 | Soudan                               | 2 - 0                                | Éliminatoires de la CAN 2021            | Titulaire.                                                              |
| 65.                                  | 17 novembre 2020                     | Al Hilal Stadium, Omdourman, Soudan                                          | Soudan                               | 1 - 0                                | Éliminatoires de la CAN 2021            | Titulaire.                                                              |
| 66.                                  | 28 mars 2021                         | Accra Sports Stadium, Accra, Ghana                                           | Sao Tomé-et-Principe                 | 3 - 1                                | Éliminatoires de la CAN 2021            | Titulaire et remplacé par Ibrahim Imoro à la 70e minute de jeu.         |
| 67.                                  | 8 juin 2021                          | Complexe sportif Moulay-Abdallah, Rabat, Maroc                               | Maroc                                | 1 - 0                                | Match amical                            | Titulaire.                                                              |
| 68.                                  | 12 juin 2021                         | Cape Coast Sports Stadium, Cape Coast, Ghana                                 | Côte d'Ivoire                        | 0 - 0                                | Match amical                            | Titulaire.                                                              |
| 69.                                  | 3 septembre 2021                     | Cape Coast Sports Stadium, Cape Coast, Ghana                                 | Éthiopie                             | 1 - 0                                | Éliminatoires de la Coupe du monde 2022 | Titulaire et remplacé par Joel Fameyeh à la 90e minute de jeu.          |
| 70.                                  | 9 octobre 2021                       | Cape Coast Sports Stadium, Cape Coast, Ghana                                 | Zimbabwe                             | 3 - 1                                | Éliminatoires de la Coupe du monde 2022 | Titulaire et remplacé par Benjamin Tetteh à la 60e minute de jeu.       |
| 71.                                  | 12 octobre 2021                      | National Sports Stadium, Harare, Zimbabwe                                    | Zimbabwe                             | 0 - 1                                | Éliminatoires de la Coupe du monde 2022 | Titulaire et remplacé par Samuel Owusu à la 86e minute de jeu.          |
| 72.                                  | 11 novembre 2021                     | Orlando Stadium, Soweto, Afrique du Sud                                      | Éthiopie                             | 1 - 1                                | Éliminatoires de la Coupe du monde 2022 | Titulaire et remplacé par Caleb Ekuban à la 82e minute de jeu.          |
| 73.                                  | 14 novembre 2021                     | Cape Coast Sports Stadium, Cape Coast, Ghana                                 | Afrique du Sud                       | 1 - 0                                | Éliminatoires de la Coupe du monde 2022 | Titulaire.                                                              |
| 74.                                  | 10 janvier 2022                      | Stade Ahmadou-Ahidjo, Yaoundé, Cameroun                                      | Maroc                                | 1 - 0                                | CAN 2021                                | Titulaire et remplacé par Benjamin Tetteh à la 86e minute de jeu.       |
| 75.                                  | 14 janvier 2022                      | Stade Ahmadou-Ahidjo, Yaoundé, Cameroun                                      | Gabon                                | 1 - 1                                | CAN 2021                                | Titulaire et remplacé par Abdul Fatawu Issahaku à la 90e minute de jeu. |
| 76.                                  | 18 janvier 2022                      | Stade Ahmadou-Ahidjo, Yaoundé, Cameroun                                      | Comores                              | 2 - 3                                | CAN 2021                                | Titulaire.                                                              |
| 77.                                  | 25 mars 2022                         | Baba Yara Stadium, Kumasi, Ghana                                             | Nigeria                              | 0 - 0                                | Éliminatoires de la Coupe du monde 2022 | Titulaire et remplacé par Kwasi Okyere Wriedt à la 90e minute de jeu.   |
| 78.                                  | 29 mars 2022                         | Abuja Stadium, Abuja, Nigeria                                                | Nigeria                              | 1 - 1                                | Éliminatoires de la Coupe du monde 2022 | Titulaire et remplacé par Elisha Owusu à la 46e minute de jeu.          |
| 79.                                  | 1er juin 2022                        | Cape Coast Sports Stadium, Cape Coast, Ghana                                 | Madagascar                           | 3 - 0                                | Éliminatoires de la CAN 2023            | Titulaire.                                                              |
| 80.                                  | 10 juin 2022                         | Stade du parc Misaki, Kobe, Japon                                            | Japon                                | 4 - 1                                | Coupe Kirin 2022                        | Titulaire et remplacé par Benjamin Tetteh à la 81e minute de jeu.       |
| 81.                                  | 14 juin 2022                         | Stade de football de Suita, Suita, Japon                                     | Chili                                | 0 - 0 (3-1)                          | Coupe Kirin 2022                        | Rentre en jeu à la 63e minute à la place de Felix Afena-Gyan.           |
| 82.                                  | 23 septembre 2022                    | Stade Océane, Le Havre, France                                               | Brésil                               | 3 - 0                                | Match amical                            | Titulaire.                                                              |
| 83.                                  | 27 septembre 2022                    | Stade Francisco Artés Carrasco, Lorca, Espagne                               | Nicaragua                            | 0 - 1                                | Match amical                            | Rentre en jeu à la 90e minute à la place de Mohammed Kudus.             |
| 84.                                  | 17 novembre 2022                     | Stade Cheikh-Zayed, Abou Dabi, Émirats arabes unis                           | Suisse                               | 2 - 0                                | Match amical                            | Titulaire et remplacé par Antoine Semenyo à la 62e minute de jeu.       |
| 85.                                  | 24 novembre 2022                     | Stade 974, Doha, Qatar                                                       | Portugal                             | 3 - 2                                | Coupe du monde 2022                     | Rentre en jeu à la 77e minute à la place de André Ayew.                 |
| 86.                                  | 28 novembre 2022                     | Stade Education City, Al Rayyan, Qatar                                       | Corée du Sud                         | 2 - 3                                | Coupe du monde 2022                     | Titulaire et remplacé par Kamaldeen Sulemana à la 78e minute de jeu.    |
| 87.                                  | 2 décembre 2022                      | Stade Al-Janoub, Al Wakrah, Qatar                                            | Uruguay                              | 0 - 2                                | Coupe du monde 2022                     | Titulaire et remplacé par Kamaldeen Sulemana à la 46e minute de jeu.    |
| 88.                                  | 23 mars 2023                         | Baba Yara Stadium, Kumasi, Ghana                                             | Angola                               | 1 - 0                                | Éliminatoires de la CAN 2023            | Titulaire et remplacé par Joseph Paintsil à la 69e minute de jeu.       |
| 89.                                  | 27 mars 2023                         | Stade national du 11-Novembre, Luanda, Angola                                | Angola                               | 1 - 1                                | Éliminatoires de la CAN 2023            | Titulaire.                                                              |
| 90.                                  | 18 juin 2023                         | Kianja Barea, Antananarivo, Madagascar                                       | Madagascar                           | 0 - 0                                | Éliminatoires de la CAN 2023            | Titulaire et remplacé par Mohammed Kudus à la 80e minute de jeu.        |
| 91.                                  | 7 septembre 2023                     | Baba Yara Stadium, Kumasi, Ghana                                             | Centrafrique                         | 2 - 1                                | Éliminatoires de la CAN 2023            | Titulaire.                                                              |
| 92.                                  | 12 septembre 2023                    | Accra Sports Stadium, Accra, Ghana                                           | Liberia                              | 3 - 1                                | Match amical                            | Rentre en jeu à la 62e minute à la place de Ernest Nuamah.              |
| 93.                                  | 15 octobre 2023                      | Bank of America Stadium, Charlotte, États-Unis                               | Mexique                              | 2 - 0                                | Match amical                            | Rentre en jeu à la 71e minute à la place de Kingsley Schindler.         |
| 94.                                  | 18 octobre 2023                      | Geodis Park, Nashville, États-Unis                                           | États-Unis                           | 4 - 0                                | Match amical                            | Titulaire.                                                              |
| 95.                                  | 17 novembre 2023                     | Baba Yara Stadium, Kumasi, Ghana                                             | Madagascar                           | 1 - 0                                | Éliminatoires de la Coupe du monde 2026 | Titulaire et remplacé par Osman Bukari à la 82e minute de jeu.          |
| 96.                                  | 21 novembre 2023                     | Stade omnisports de Malouzini, Iconi, Comores                                | Comores                              | 1 - 0                                | Éliminatoires de la Coupe du monde 2026 | Titulaire et remplacé par Abdul Fatawu Issahaku à la 81e minute de jeu. |
| 97.                                  | 8 janvier 2024                       | Baba Yara Stadium, Kumasi, Ghana                                             | Namibie                              | 0 - 0                                | Match amical                            | Titulaire et remplacé par Ernest Nuamah à la 71e minute de jeu.         |
| 98.                                  | 14 janvier 2024                      | Stade Félix-Houphouët-Boigny, Abidjan, Côte d'Ivoire                         | Cap-Vert                             | 1 - 2                                | CAN 2023                                | Titulaire et remplacé par Osman Bukari à la 90e minute de jeu.          |
| 99.                                  | 18 janvier 2024                      | Stade Félix-Houphouët-Boigny, Abidjan, Côte d'Ivoire                         | Égypte                               | 2 - 2                                | CAN 2023                                | Titulaire.                                                              |
| 100.                                 | 22 janvier 2024                      | Stade Alassane-Ouattara, Abidjan, Côte d'Ivoire                              | Mozambique                           | 2 - 2                                | CAN 2023                                | Titulaire.                                                              |
| 101.                                 | 22 mars 2024                         | Stade de Marrakech, Marrakech, Maroc                                         | Nigeria                              | 2 - 1                                | Match amical                            | Titulaire et remplacé par Ibrahim Osman à la 90e minute de jeu.         |
| 102.                                 | 26 mars 2024                         | Stade de Marrakech, Marrakech, Maroc                                         | Ouganda                              | 2 - 2                                | Match amical                            | Titulaire et remplacé par André Ayew à la 79e minute de jeu.            |
| 103.                                 | 6 juin 2024                          | Stade du 26-Mars, Bamako, Mali                                               | Mali                                 | 1 - 2                                | Éliminatoires de la Coupe du monde 2026 | Rentre en jeu à la 79e minute à la place de Antoine Semenyo.            |
| 104.                                 | 10 juin 2024                         | Baba Yara Stadium, Kumasi, Ghana                                             | Centrafrique                         | 4 - 3                                | Éliminatoires de la Coupe du monde 2026 | Titulaire et remplacé par Elisha Owusu à la 75e minute de jeu.          |
| 105.                                 | 5 septembre 2024                     | Baba Yara Stadium, Kumasi, Ghana                                             | Angola                               | 0 - 1                                | Éliminatoires de la CAN 2025            | Titulaire et remplacé par Iñaki Williams à la 86e minute de jeu.        |
| 106.                                 | 9 septembre 2024                     | Stade municipal de Berkane, Berkane, Maroc                                   | Niger                                | 1 - 1                                | Éliminatoires de la CAN 2025            | Rentre en jeu à la 71e minute à la place de Iñaki Williams.             |
| 107.                                 | 10 octobre 2024                      | Accra Sports Stadium, Accra, Ghana                                           | Soudan                               | 0 - 0                                | Éliminatoires de la CAN 2025            | Titulaire et remplacé par Iñaki Williams à la 69e minute de jeu.        |
| 108.                                 | 15 octobre 2024                      | Benina Martyrs Stadium, Benina, Libye                                        | Soudan                               | 2 - 0                                | Éliminatoires de la CAN 2025            | Rentre en jeu à la 57e minute à la place de Ernest Nuamah.              |
| 109.                                 | 15 novembre 2024                     | Stade national du 11-Novembre, Luanda, Angola                                | Angola                               | 1 - 1                                | Éliminatoires de la CAN 2025            | Titulaire.                                                              |
| 110.                                 | 21 mars 2025                         | Accra Sports Stadium, Accra, Ghana                                           | Tchad                                | 5 - 0                                | Éliminatoires de la Coupe du monde 2026 | Titulaire et remplacé par Jerry Afriyie à la 80e minute de jeu.         |
| 111.                                 | 24 mars 2025                         | Stade Mimoun-Al-Arsi, Al Hoceïma, Maroc                                      | Madagascar                           | 0 - 3                                | Éliminatoires de la Coupe du monde 2026 | Titulaire.                                                              |
| 112.                                 | 28 mai 2025                          | Gtech Community Stadium, Londres, Angleterre                                 | Nigeria                              | 1 - 2                                | Match amical                            | Titulaire.                                                              |
| 113.                                 | 31 mai 2025                          | Gtech Community Stadium, Londres, Angleterre                                 | Trinité-et-Tobago                    | 0 - 4                                | Match amical                            | Titulaire et remplacé par Felix Afena-Gyan à la 60e minute de jeu.      |

### Buts internationaux
| Buts internationaux de Jordan Ayew | Buts internationaux de Jordan Ayew | Buts internationaux de Jordan Ayew                                           | Buts internationaux de Jordan Ayew | Buts internationaux de Jordan Ayew | Buts internationaux de Jordan Ayew | Buts internationaux de Jordan Ayew      |
|                                    | Date                               | Lieu                                                                         | Adversaire                         | Score                              | Résultats                          | Compétitions                            |
| ---------------------------------- | ---------------------------------- | ---------------------------------------------------------------------------- | ---------------------------------- | ---------------------------------- | ---------------------------------- | --------------------------------------- |
| 1                                  | 1er juin 2012                      | Baba Yara Stadium, Kumasi, Ghana                                             | Lesotho                            | 3 - 0                              | 7 - 0                              | Éliminatoires de la Coupe du monde 2014 |
| 2                                  | 1er juin 2012                      | Baba Yara Stadium, Kumasi, Ghana                                             | Lesotho                            | 6 - 0                              | 7 - 0                              | Éliminatoires de la Coupe du monde 2014 |
| 3                                  | 10 juin 2014                       | Hard Rock Stadium, Miami, États-Unis                                         | Corée du Sud                       | 1 - 0                              | 4 - 0                              | Match amical                            |
| 4                                  | 10 juin 2014                       | Hard Rock Stadium, Miami, États-Unis                                         | Corée du Sud                       | 3 - 0                              | 4 - 0                              | Match amical                            |
| 5                                  | 10 juin 2014                       | Hard Rock Stadium, Miami, États-Unis                                         | Corée du Sud                       | 4 - 0                              | 4 - 0                              | Match amical                            |
| 6                                  | 5 février 2015                     | Nuevo Estadio de Malabo, Malabo, Guinée équatoriale                          | Guinée équatoriale                 | 1 - 0                              | 3 - 0                              | CAN 2015                                |
| 7                                  | 14 juin 2015                       | Accra Sports Stadium, Accra, Ghana                                           | Maurice                            | 2 - 0                              | 7 - 1                              | Éliminatoires de la CAN 2017            |
| 8                                  | 14 juin 2015                       | Accra Sports Stadium, Accra, Ghana                                           | Maurice                            | 5 - 1                              | 7 - 1                              | Éliminatoires de la CAN 2017            |
| 9                                  | 1er septembre 2015                 | Complexe sportif de la Concorde de Kintélé, Brazzaville, République du Congo | Congo                              | 2 - 3                              | 2 - 3                              | Match amical                            |
| 10                                 | 17 novembre 2015                   | Baba Yara Stadium, Kumasi, Ghana                                             | Comores                            | 2 - 0                              | 2 - 0                              | Éliminatoires de la Coupe du monde 2018 |
| 11                                 | 24 mars 2016                       | Accra Sports Stadium, Accra, Ghana                                           | Mozambique                         | 3 - 0                              | 3 - 1                              | Éliminatoires de la CAN 2017            |
| 12                                 | 29 janvier 2017                    | Stade d'Oyem, Oyem, Gabon                                                    | RD Congo                           | 0 - 1                              | 1 - 2                              | CAN 2017                                |
| 13                                 | 18 novembre 2018                   | Stade d'Addis-Abeba, Addis-Abeba, Éthiopie                                   | Éthiopie                           | 0 - 1                              | 0 - 2                              | Éliminatoires de la CAN 2019            |
| 14                                 | 18 novembre 2018                   | Stade d'Addis-Abeba, Addis-Abeba, Éthiopie                                   | Éthiopie                           | 0 - 2                              | 0 - 2                              | Éliminatoires de la CAN 2019            |
| 15                                 | 25 juin 2019                       | Stade d'Ismaïlia, Ismaïlia, Égypte                                           | Bénin                              | 2 - 1                              | 2 - 2                              | CAN 2019                                |
| 16                                 | 2 juillet 2019                     | Stade de Suez, Suez, Égypte                                                  | Guinée-Bissau                      | 0 - 1                              | 0 - 2                              | CAN 2019                                |
| 17                                 | 18 novembre 2019                   | Estádio Nacional 12 de Julho, São Tomé, Sao Tomé-et-Principe                 | Sao Tomé-et-Principe               | 0 - 1                              | 0 - 1                              | Éliminatoires de la CAN 2021            |
| 18                                 | 28 mars 2021                       | Accra Sports Stadium, Accra, Ghana                                           | Sao Tomé-et-Principe               | 2 - 0                              | 3 - 1                              | Éliminatoires de la CAN 2021            |
| 19                                 | 10 juin 2022                       | Stade du parc Misaki, Kobe, Japon                                            | Japon                              | 1 - 1                              | 4 - 1                              | Coupe Kirin 2022                        |
| 20                                 | 12 septembre 2023                  | Accra Sports Stadium, Accra, Ghana                                           | Liberia                            | 3 - 0                              | 3 - 1                              | Match amical                            |
| 21                                 | 22 janvier 2024                    | Stade Alassane-Ouattara, Abidjan, Côte d'Ivoire                              | Mozambique                         | 0 - 1                              | 2 - 2                              | CAN 2023                                |
| 22                                 | 22 janvier 2024                    | Stade Alassane-Ouattara, Abidjan, Côte d'Ivoire                              | Mozambique                         | 0 - 2                              | 2 - 2                              | CAN 2023                                |
| 23                                 | 22 mars 2024                       | Stade de Marrakech, Marrakech, Maroc                                         | Nigeria                            | 2 - 1                              | 2 - 1                              | Match amical                            |
| 24                                 | 26 mars 2024                       | Stade de Marrakech, Marrakech, Maroc                                         | Ouganda                            | 1 - 2                              | 2 - 2                              | Match amical                            |
| 25                                 | 6 juin 2024                        | Stade du 26-Mars, Bamako, Mali                                               | Mali                               | 1 - 2                              | 1 - 2                              | Éliminatoires de la Coupe du monde 2026 |
| 26                                 | 10 juin 2024                       | Baba Yara Stadium, Kumasi, Ghana                                             | Centrafrique                       | 1 - 0                              | 4 - 3                              | Éliminatoires de la Coupe du monde 2026 |
| 27                                 | 10 juin 2024                       | Baba Yara Stadium, Kumasi, Ghana                                             | Centrafrique                       | 2 - 2                              | 4 - 3                              | Éliminatoires de la Coupe du monde 2026 |
| 28                                 | 10 juin 2024                       | Baba Yara Stadium, Kumasi, Ghana                                             | Centrafrique                       | 4 - 2                              | 4 - 3                              | Éliminatoires de la Coupe du monde 2026 |
| 29                                 | 15 novembre 2024                   | Stade national du 11-Novembre, Luanda, Angola                                | Angola                             | 0 - 1                              | 1 - 1                              | Éliminatoires de la CAN 2025            |
| 30                                 | 21 mars 2025                       | Accra Sports Stadium, Accra, Ghana                                           | Tchad                              | 3 - 0                              | 5 - 0                              | Éliminatoires de la Coupe du monde 2026 |
| 31                                 | 31 mai 2025                        | Gtech Community Stadium, Londres, Angleterre                                 | Trinité-et-Tobago                  | 0 - 1                              | 0 - 4                              | Match amical                            |

## Palmarès

### En club
Avec l'Olympique de Marseille, il est champion de France en 2010. Il remporte la coupe de la ligue en 2011 contre le Montpellier HSC mais n'entre pas en jeu lors de la finale 2012 remporté contre l'Olympique lyonnais. Il remporte également le Trophée des champions en 2011 contre le LOSC et vice-champion de France en 2011 et 2013.

### En sélection
Avec le Ghana, il est finaliste de la Coupe d'Afrique des nations en 2015 mais battu par la Côte d'Ivoire aux tirs au but.

## Vie privée
Son père Abedi Pelé, ses frères André et Abdul Rahim, ainsi que son oncle Kwame sont également footballeurs.